# Сорокин, Сергей Семёнович
Сорокин Сергей Семёнович (псевдоним: чув. Тăваньялсем Çеркей, Симун ачи Сергей; фамилия при рождении Семёнов, 15 сентября 1886, Старое Дуваново, Симбирская губерния — 5 апреля 1957, там же) — чувашский поэт, прозаик, фольклорист, учитель.

## Биография
Тăваньялсем Çеркей (Сергей Семёнович Сорокин) родился 15(27)сентября 1886 года в деревне Старое Дуваново (Симбирская губерния, Буинский уезд, Убеевская волость) в бедной чувашской крестьянской семье.
У его отца Семёна, хоть ему и было уже больше 30 лет, не было земли. Так как, его отец состоял на царской (солдатской) службе, то по царским правилам, его детям землю не давали. Семен был неграмотным и очень хотел, чтобы сын учился. Сам он занимался плотничеством.
В 1894-1898 годах Сергей учился в начальной школе.
1 сентября 1899 году поступает в Симбирская чувашская учительская школа.  При поступлении на экзаменах показывает хорошие знания и его зачисляют на бесплатное обучение. Заканчивает её 13 мая 1905 года. Во время обучения состоял стипендиатом Симбирского губернского земства.

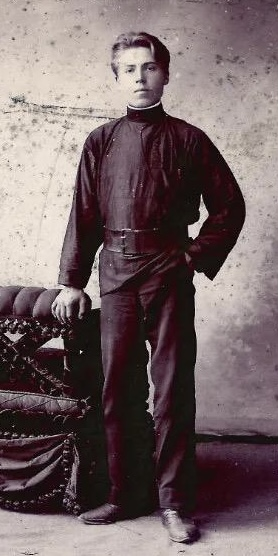
В годы учебы в Симбирской чувашской учительской школе

9 ноября 1905 года направлен Инспекцией народных училищ Симбирской губернии учителем в училище (школу) деревни Нижние Тимерсяны.
В 1908 году переводят учителем в школу деревни Большая Акса. В 1909 году работает в школе д.Чувашская Бездна.
Будучи учителем в Нижнетимерсянской школе, знакомится с будущей супругой Евдокией Сергеевной Максимовой (Итэсь) — двоюродной сестрой Анисьи Тимерзеньзэм. В 1909 году в деревне Большая Акса Дрожжановского района появляется первый ребенок — Евгений. Восприемником (крёстным) выступит священник Нижнетимерсянского прихода В. С. Виноградов — друг Сергея Семёновича.
Всего в семье Сергея Сорокина родится 8 детей.
В 1914 призван в армию для участия в Первой Мировой войне. Воюет в Карпатах на австрийском фронте.
Когда заболевает тяжелой формой ревматизма, в 1917 году его комиссуют.

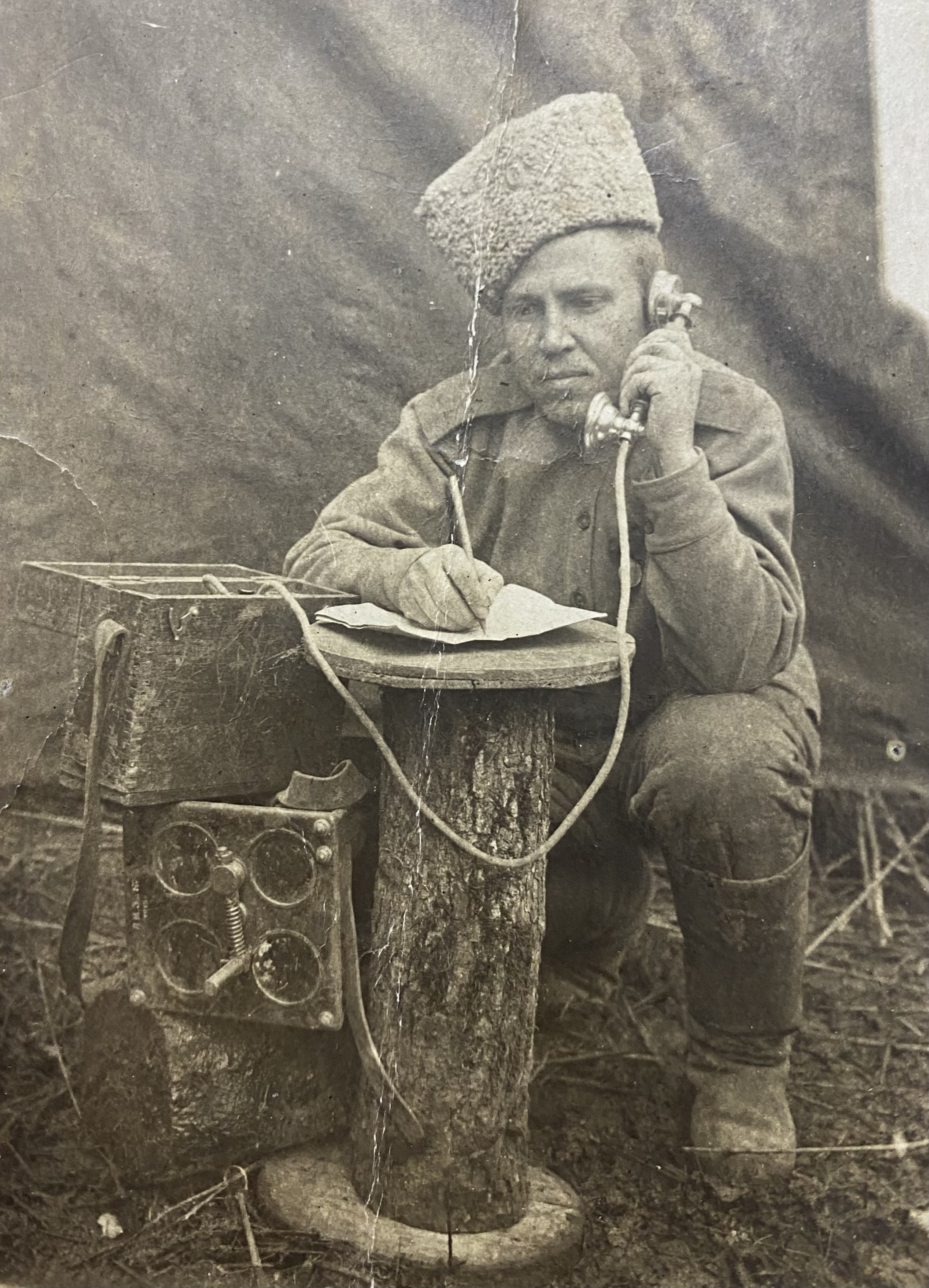
Участник Первой Мировой войны (1914—1917)

С 1917 учитель в сельских школах, инспектор Буинского районного отдела народного образования (РОНО), председатель районного комитета профсоюза работников образования Буинского уезда (в 1920-30-е — Буинского кантона) Дрожжановского района.
В 1919 году, возвращаясь с Буинского собрания учителей, по дороге подвергся нападению бандитов. Отбирают документы, верхнюю одежду. Бандиты связали его руки за спиной, выстрелили в голову. Подумав, что он убит, они закидывают его соломой. К счастью, Сергей Семёнович выжил и прожил ещё много лет, но из-за этого случая он начал терять слух.
В 1923-1926 году работает и в школе, и в волостном учительском совете.
Сельский активист, активно участвует в организации колхоза, из-за нехватки кадров выполняет работу колхозного счетовода.
В 1931 году в районе отмечают 25-летие его учительской трудовой деятельности (общий стаж работы в области образования впоследствии составит больше 50 лет). Уважаемому учителю присваивается звание "Ударник Социалистического труда". В этот же год его переводят в районный отдел народного образования работать инструктором. Позже работает в Хорноварской средней школе, в Убеевской средней школе.

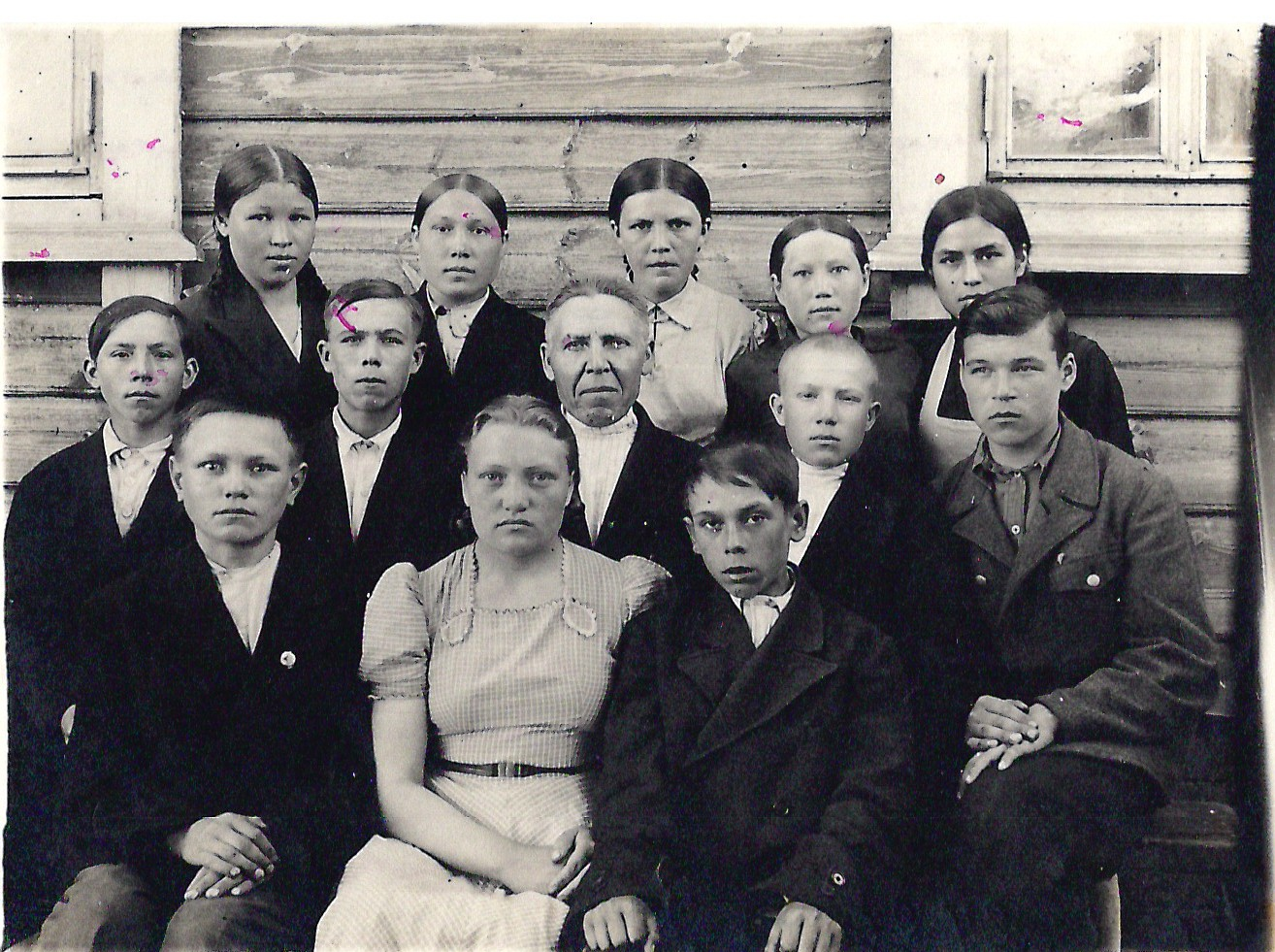
Учащиеся 10Б Хорноварской СОШ со своим классным руководителем - Сорокиным С. С. (1946 г.).jpg

6 декабря 1937 г. арестован УГБ НКВД ТАССР по обвинению по статье 58, п. 10 ч.1. УК РСФСР («связь с троцкистом, учредитель эсеровской газеты, вредительство») и заключен под стражу в Казани.
16 декабря 1938 года дело прекращено за недоказанностью обвинения. Обвиняемый отпущен на свободу.
Имел в личном хозяйстве большую пчелиную пасеку. Занимался пчеловодством.
Умер 5 апреля 1957 года. Похоронен на кладбище родной деревни Старое Дуваново.

### Стихи.
В годы учёбы занимался сбором фольклорных текстов, написал первые стихотворения и рассказы.
Наиболее известны его памфлет «Эрех ĕçĕр!» (Пейте водку!, 1906), статья «Пирĕн чĕлхе» (Наш язык, 1906) и ряд стихотворений, опубликованные в первой чуваш. газете «Хыпар» (1906—1907).
Среди его сочинений — памфлеты, стихи, переводы, новости.
В 1907 году издавал в Нижних Тимерсянах Симбирской губернии рукописный журнал «Хайхи» (использовал Гектограф), где публиковал произведения разных авторов, революционные песни и стихи Л.Кольцова, Т.Шевченко, переводы стихов Г.Тукая.
- Пирĕн чĕлхе (1906). Эссе «Пирӗн чӗлхе» («Наш язык») звучит по-сеспельски, и высказанные в нем идеи актуальны и по сей день.
- Эрех ĕçĕр (1906). Язык памфлета острый и страстный: «Хӑйне ухмаха кӑларас текен ҫын эрех ӗҫме тытӑнтӑр! Часах урамра йӑваланса выртакан пулӗ!» («Пусть тот, кто хочет свести себя с ума, начнет пить вино! Скоро будет валяться на улице!»).
- Мĕн тăвас (1907)
- Ялта (1907)
- Шăпчăк юрри (1907). Считается первым переводом стихотворения с русского языка.
- Çитесси (1907)
- «Хайхи» алçыру журнала вулакансене (1907)

"Творчество Тăваньялсем Сергей в 1906-1907 годах имеет большое и заметное значение в развитии чувашской литературы" 

Сергей Сорокин (Таван Ялсем Сергей) - чувашский писатель с книгой С. А. Ковпак "От Путивля до Карпат"

"Одной из важных и значимых работ в творчестве Тăваньялсем Сергей является выпуск рукописного журнала "Хайхи" в 1907 году. Этот журнал выходил 10-12 номеров" 

### Публицистика и переписка
По его воспоминаниям, присылал в газету «Хыпар» и другие стихи. Три статьи, написанные под именем Сергея Дувановского, не попали на страницы газеты, они сейчас хранятся в научном архиве Чувашского государственного института гуманитарных наук имени Н. В. Никольского начала 1906 года. В них говорилось об уходе за лошадьми и коровами.

## Семья
Родители:
- Семён Филиппов[2];
- Евдокия Харитонова (1851 — 20.03.1905)[2]. Родом из д. Коршанга-Шигали.

Братья и сёстры:
- Васса Семёновна
- Георгий Семёнович Сорокин (род. 01.1881);
- Яков Семёнович Сорокин (23.11.1883 — 1940);
- Михаил Семёнович Сорокин (род. 28.10.1891);
- Варвара Семёновна Сорокина (род. 18.11.1893).

Супруга:
- Евдокия Сергеевна Максимова (Итэсь) (30.12.1888 — 1965).

Дети (8 детей):
- Евгений Сорокин (17.01.1909);
- Агния Петрова (1911—1944);
- Лидия Волкова (20.05.1913 — 26.03.1996);
- Виктор (10.12.1918 — 1932)
- Любовь Сорокина (12.01.1922 — 30.10.2003);
- Зинаида Агапова (12.10.1924 — 02.10.2001);
- Олимпиада Семёнова (28.04.1927 — 10.08.2010);
- Роза (умерла в детстве).